# Jan G. Grünwald

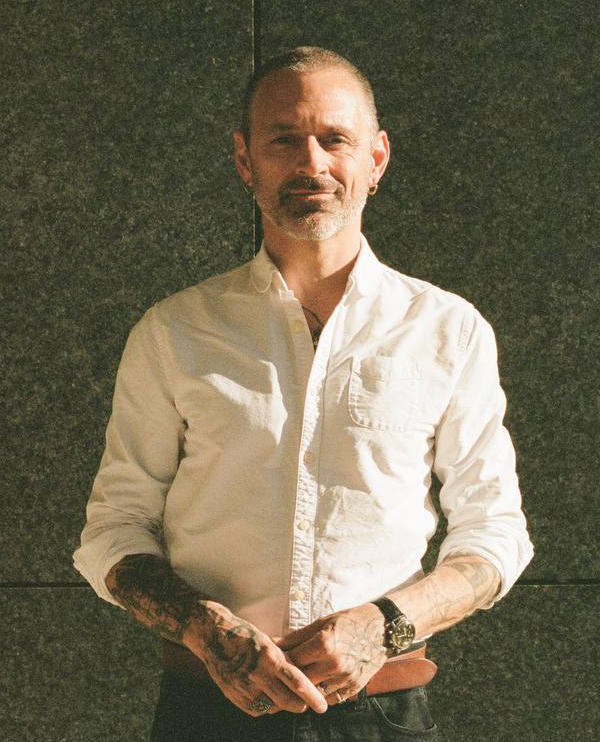
Jan G. Grünwald – Porträt 2024

Jan Guido Grünwald (geb. 14. Oktober 1974 in Heidelberg) ist ein deutscher Kunstpädagoge und Professor für die Didaktik der Bildnerischen Erziehung und Leiter des Instituts für Gleichstellung und Gender Studies an der Universität Mozarteum Salzburg (Standort Innsbruck). Zusätzlich engagiert er sich in den Arbeitskreisen für Gleichbehandlung und Nachhaltigkeit. Er ist Mitglied der Wissenschaftlichen Sozietät Kunst Medien Bildung und publiziert regelmäßig zu Kunstvermittlung, Medienbildung, bildwissenschaftlichen Medientheorien und Gender Studies.

## Leben

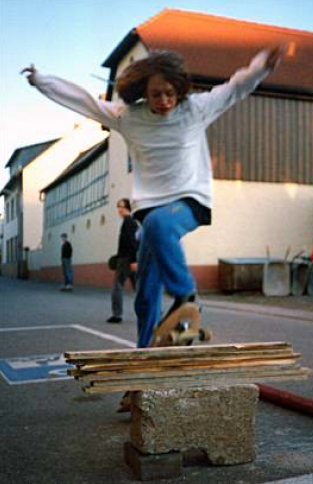
Jan Grünwald beim Versuch, Profi-Skater zu werden

### Zwischen Skateboard und Medienerziehung
Jan Grünwald, der als Kind Dino-Forscher werden wollte und sich im Alter von vierzehn Jahren sein erstes Tattoo stechen ließ, träumte zunächst von einer Karriere als Profi-Skater, bevor er sich, verletzungsbedingt, der Musik zuwandte und eine eigene Band gründete. Zwischen 1995 und 2010 war er auf Tour und veröffentlichte in unterschiedlichen Konstellationen mehrere Tonträger. Er ist aber auch weiterhin noch als Skater und Musiker aktiv und gab mit seiner Band Art Graves am 30. März 2022 in Salzburg ein Improvisationskonzert bei der Eröffnung der Ausstellung UMSICHT, auf der Lehrenden der Bildnerischen Erziehung des Mozarteums eigene Werke ausstellten.
Nachdem sich bei Grünwald die Überzeugung durchgesetzt hatte, dass er auf Dauer vom Musikmachen alleine nicht würde leben können, entschloss er sich zur Aufnahme eines Studiums. 1998 studierte er an der New York Film Academy und anschließend vom Oktober 1999 bis 2004 Amerikanistik und Kunstpädagogik mit dem Schwerpunkt Neue Medien an der Goethe-Universität in Frankfurt am Main. Im Januar 2005 schloss er das Studium mit dem Magister artium in Kunstpädagogik und Amerikanistik ab.
Nach dem Studienabschluss war Grünwald von 2005 bis 2013 wissenschaftlicher Mitarbeiter im Bereich Neue Medien des Instituts für Kunstpädagogik an der Goethe-Universität. Er betreute das Jugendkulturarchiv und die Mediensammlung und war von 2010 bis 2013 auch Mitglied des Cornelia Goethe Centrums für Frauenstudien und die Erforschung der Geschlechterverhältnisse der Goethe-Universität. Im April 2011 wurde Grünwald promoviert. In seiner Dissertation erarbeitete er auf der Grundlage einer mediendidaktischen Erhebung anhand von Fallbeispielen eine Theorie zur ästhetischen Repräsentation von Gender in Jugendkulturen, deren medialer Verbreitung und kommunikativen Praxen.

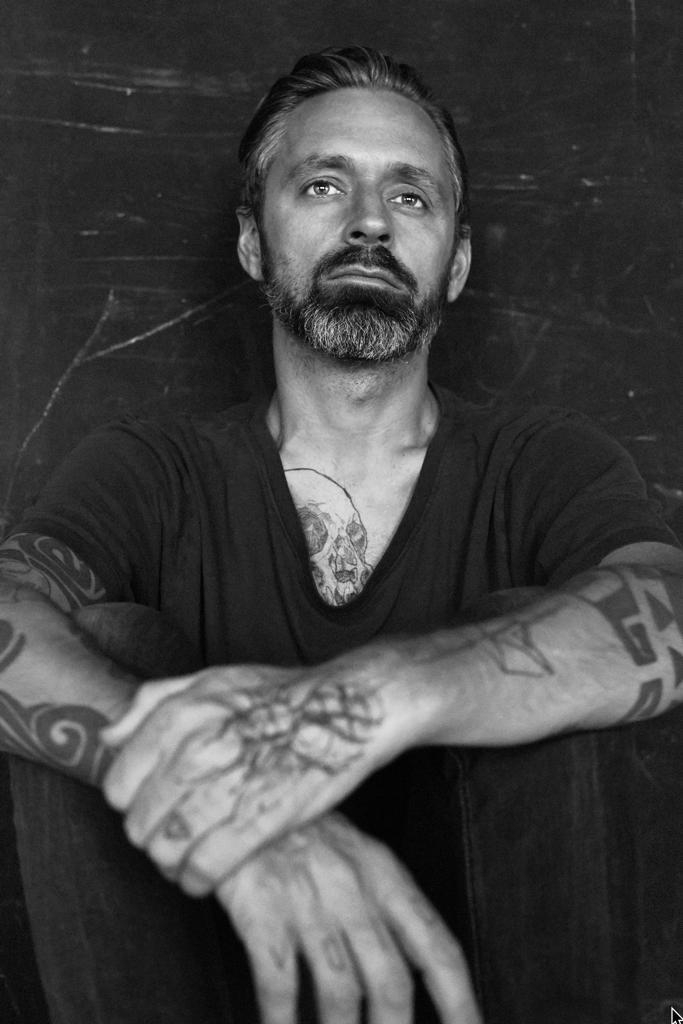
Jan Grünwald: „Ich fand diese Markierung des Körpers, die fand ich für mich etwas tolles. Mittlerweile, wenn ich an den Badesee gehe, denke ich so, ey, man ist viel krasser ohne Tattoos.“

Von 2013 bis 2014 hat Grünwald die Professur für Kunstdidaktik an der Justus-Liebig-Universität Gießen vertreten und absolvierte parallel dazu ein Lehramtsstudium, um als Lehrer für Kunst unterrichten zu können. Von September 2014 bis Juni 2016 war er Referendar am Goethe-Gymnasium in Frankfurt und legte hier auch die Zweite Staatsprüfung für das Lehramt an Gymnasien ab. Im Interview erzählte er über diese Zeit:

„Mit […] 39 bin ich dann ins Referendariat. Und wenn du jemand bist, der einfach schon sein Leben lang […] Sachen macht oder auch lehrt, und du gehst dann wieder in die Ausbildung und dann erklärt dir jemand wie du zu lehren hast, das war für mich ein harter Kampf, also nicht aus Arroganz, sondern einfach nur, dass ich gemerkt habe, ich habe einen ganz anderen Ansatz an das, was Bildung heißt.“

Nach dem Referendariat lehrte Grünwald von 2016 bis 2019 die Fächer Kunst und Englisch am Leibniz-Gymnasium in Offenbach am Main. Er war hier außerdem seit 2016 als Vertrauenslehrer tätig. Sein Ansatz, Medienbildung nicht nur theoretisch abzuhandeln, sondern den Schülerinnen und Schülern zum Beispiel das Handy als kreatives Werkzeug nahe zu bringen, fand an der Schule erst Anklang, nachdem Schülerinnen von ihm den ersten Platz in einem hessenweiten Wettbewerb des Hessischen Rundfunks gewonnen hatten. Ebenfalls als Medienprojekt entstand auf Anregung von Grünwalds Schülerinnen und Schülern und in Zusammenarbeit mit ihnen der Instagram-Kanal dr_j_green, der sich zu einem deutschlandweit von Lehrern und Referendarinnen genutzten Kanal entwickelte. Seine Motivation für derartige Projekte, insbesondere in der Zusammenarbeit mit den Schülerinnen und Schülern, erklärte Grünwald so:

„Bei mir ist ja der Punkt, auf der einen Seite lehne ich Schule ja nicht ab, ich arbeite da, das ist vollkommen okay, und […] ich sage auch nicht, so, der Lehrplan ist total Scheiße. Aber ich merke, dass vieles von dem, was ich mache und interessant finde, nicht im Lehrplan steht, und der versuch, einfach auch Lehrpläne zu hacken, zu sagen, ich mache das eine, [und] jetzt habe ich Zeit, jetzt habe ich ein bisschen Leerlauf, jetzt mache ich mal was ganz anderes, jetzt lernen die, jetzt sollen die irgendwie sich überlegen, wie kann ich Bildbearbeitung machen. […] Jetzt ist es so, dass, wenn ich das Unterrichtskonzept mache, dass ich so sage, ey, die Aufgabe ist Fantasieraum, wo ihr wollt, wie ihr wollt, wer ihr sein wollt. Guckt mal, wie ihr das macht. Ich lerne ganz viel von denen, und die haben auch ganz viel, technisch bezogen, vielmehr Knowledge mit dem Smartphone umzugehen.“

Grünwald wendet sich gegen den seiner Meinung nach inflationär erhobenen Vorwurf der Mediensucht bei Kindern und Jugendlichen, der beispielsweise häufig zu unsinnigen Handyverboten führe. Er plädiert für einen bewussten Umgang mit dem Smartphone, der den Kindern und Jugendlichen die Möglichkeit verschafft, dieses Medium als ein kreatives Werkzeug zu nutzen, damit zu produzieren, statt nur zu konsumieren. In diesen Kontext gehört auch sein Video Mein Liebesbrief an das Selfie.
Die Ablehnung der Erwachsenen gegenüber der Rolle, die Neue Medien heute im Alltag spielen und welche Möglichkeiten sie bieten, sich auch selber auszudrücken, resultiert nach Grünwald meist aus eigenem technischem Unverständnis entspringender Angst und verbaue zugleich einen Dialog mit den in diesen Dingen meist versierteren Kindern und Jugendlichen darüber, warum und wie sie die Neuen Medien nutzen und welche alternativen Nutzungsmöglichkeiten sie haben könnten. Für ihn geht es darum, die Kinder ernst zu nehmen und den Unterricht so zu gestalten, dass er beim Interesse der Kinder ansetzt. Guter Kunstunterricht heißt für ihn: „Kopf aufmachen. Ergebnisoffen. Bezug zur Lebenswelt der Schüler_innen.“ Fachlich sei das manchmal schwierig, nicht aber auf der menschlichen Ebene, wo ihnen aufmerksam und respektvoll begegnet werden könne.

„Und auch wenn wir die Hierarchie haben, weil wir Noten geben müssen, es ist trotzdem so, dass wir immer die Möglichkeit haben, denen die Welt zu öffnen, die zu noch besseren Menschen zu machen, oder denen die Möglichkeit zu geben, bessere Menschen zu werden, bessere als wir.“

### Von der Medienerziehung zur Medienwissenschaft
2019 schied Grünwald aus dem Schuldienst aus und kehrte wieder an die Hochschule zurück. An der Hochschule für Bildende Künste Braunschweig wurde er mit der Verwaltung der Professur KUNST.Lehramt mit dem Schwerpunkt Fachdidaktik betraut. Hier ereilte ihn 2020 der Ruf auf eine Professur für die Fachdidaktik der bildnerischen Erziehung am Mozarteum Salzburg (Standort Innsbruck), wo er zum Wintersemester 2020 die Nachfolge von Franz Billmayer (* 1954) antrat.
Im Dezember 2021 veranstaltete Jan Grünwald zusammen mit Konstanze Schütze (Universität Köln) das Worklab/Symposium Dank Images. tiktok, Krisenszenarien, Apokalypse und Bildhandeln im Internet. Im Rahmen dieses internationalen Worklabs erschlossen sich Wissenschaftlerinnen und Wissenschaftler aktuelle Bildaushandlungsfelder auf Social-Media-Kanälen, die weltweit zirkulieren und über welche neben unzähligen Formen des Alltäglichen auch politische und gesellschaftliche Ereignisse kommuniziert und kommentiert werden. Schwerpunkte der Veranstaltung waren besondere Krisenszenarien – von #covid19 bis #capitol –, die die Bildproduktion befeueren und dabei zum Beispiel Memes zu politischen Akteurinnen werden lassen. Für das Jahr 2022 ist ein weiteres Worklab und eine entsprechende Veröffentlichung in Planung.

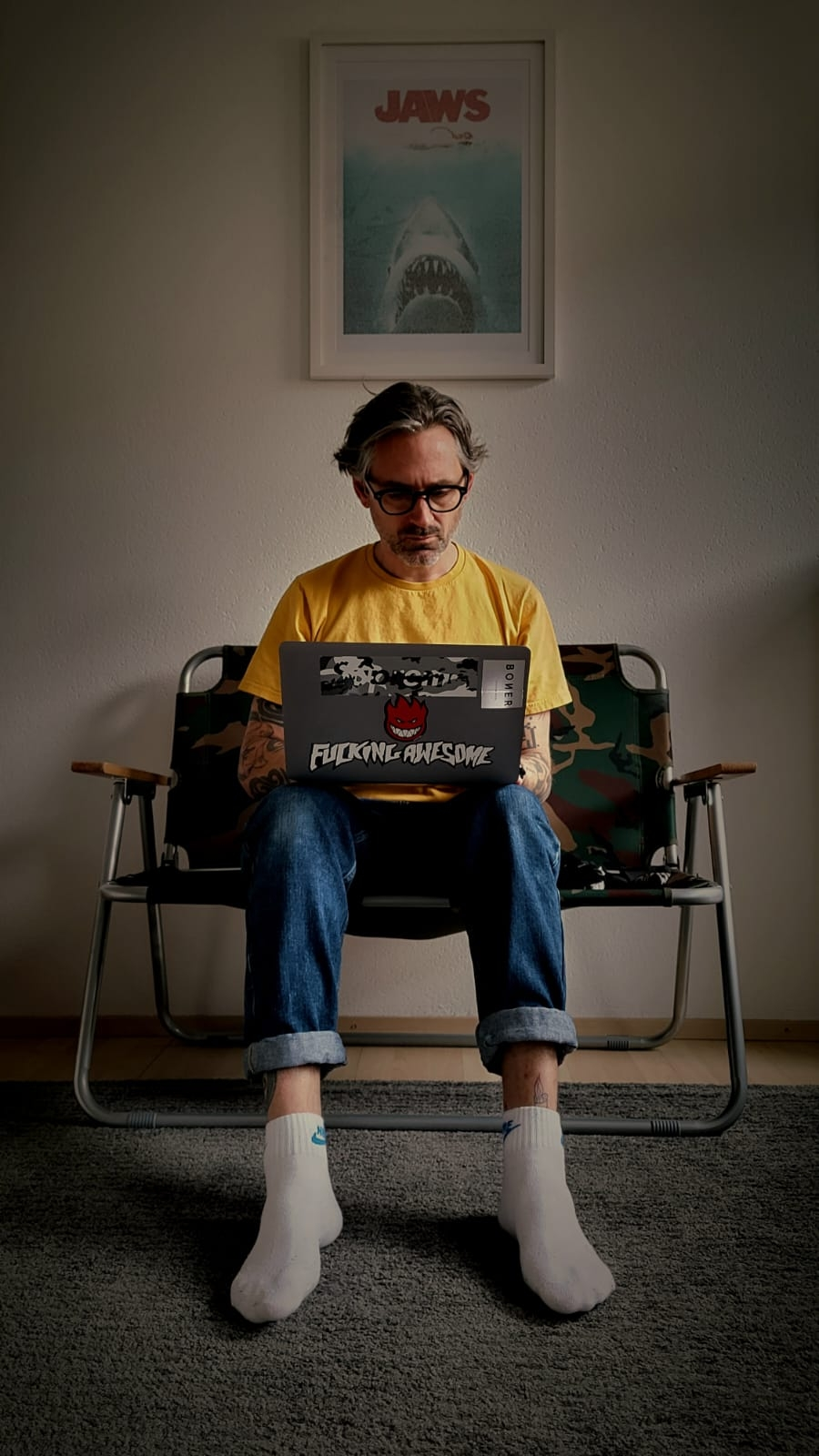
Jan Grünwald: „Ein abgestürzter Computer (der uns erst bewusst macht, dass das Virtuelle nur im Materiellen existiert) ist für mich insofern häufig mehr Kunst, als „Werke“, die im Museum stehen.“

## Kunstpädagogik im Kontext von Engaged Pedagogy
Jan Grünwald orientiert sich in seiner Lehre und Forschung an der auf bell hooks zurückgehenden Engaged Pedagogy. Er versucht gleichsam nah am Forschungsfeld und an den Lernenden zu bleiben bzw. das jeweilige Feld gemeinsam zu erschließen. Das schließt auch ein, seine eigene Person ins Handlungsfeld mit einzubringen. Lehren an der Schule wie auch im akademischen Kontext ist für ihn immer rückgekoppelt an die eigene Biografie bzw. an Erfahrungen aus der eigenen Lebenswelt. Sehr deutlich wird das in dem schon mehrfach zitierten Video Vom Rockstar zum Lehrer und in dem Podcast Black Metal, Skating und super viele Vollbärte, der an seine Dissertation anknüpfte und unter anderem auch familiäre Prägungen für die Herausbildung des privaten und wissenschaftlichen Selbstverständnisses thematisierte.
Grünwald ist wichtig, künstlerische aber auch alltagskulturelle Artefakte miteinzubeziehen, um sich mit den Studierenden im Jetzt der eigenen Lebenswelt anzusiedeln, ohne dabei die Geschichte der Kunstpädagogik sowie zeitgenössische Diskurse außer Acht zu lassen. Ebenso sollen die Folgen der Digitalität für uns allgemein als Menschen, die sich in einer neuen Epoche wiederfinden und im Speziellen für handelnde Personen, die sich als Vermittlerinnen und Pädagogen neuen Herausforderungen und Möglichkeiten gegenübersehen, reflektiert werden. Grünwald hat dieses Konzept bereits in seiner Zeit als Lehrer an einem Offenbacher Gymnasium praktiziert und dabei ein Kunstverständnis zu wecken versucht, das sich nicht den normativen Setzungen der Hochkultur unterwirft.

„Der Kunst-Begriff wird dermaßen überstrapaziert und romantisierend verwendet (gerade in der Kunstpäd), dass ich häufig den Reflex verspühre, ‚Kunst‘ schlecht zu machen. Gleichzeitig habe ich immer Dinge produziert (Musik und Videos), die im weitesten Sinne ‚künsterlisch‘ [sic] sind, ohne dass ich mich selbst als Künstler wahrgenommen hätte. Insofern ist mein Kunstbegriff (wenn ich ihn positiv benutze) eher normativ: es ist wichtig, die Welt aus den Angeln zu heben, Widerstand gegen den jeweiligen Zeitgeist zu leisten (nicht, um anti zu sein, sondern genau das Gegenteil: um dafür zu sein, dass neues entsteht), ‚Fuck You‘ zu sagen....man
muss aber auch erkennen, wenn das ‚Fuck You‘-Sagen gerade zum Zeitgeist gehört und sein Abgrenzungspotential verloren hat. Eine Metal- oder Hip-Hop-Platte oder ein abgestürzter Computer (der uns erst bewusst macht, dass das Virtuelle nur im Materiellen existiert) ist für mich insofern häufig mehr Kunst, als ‚Werke‘, die im Museum stehen.“

So gesehen ist der Slogan Haftbefehl statt Goethe, in dem der Rapper Haftbefehl scheinbar den Vorzug erhält gegenüber dem im Bildungskanon gesetzten Johann Wolfgang von Goethe, mehr als eine Provokation. Er ist nach Grünwald ein weiterer notwendiger Schritt, um in der Schule an die Lebenswelt der Schülerinnen und Schüler anzuknüpfen und alltagskulturelle Kunstformen, wie beispielsweise Deutschrap, nicht auszugrenzen.

## Werke

### Bücher und Aufsätze (Auswahl)
- Das Publikum im digitalen Zeitalter – Annäherungen eines Pädagogen. In: Bundesministerium für Kunst, Kultur, öffentlichen Dienst und Sport (Hrsg.): Fokus Publikum, Wien 2023, S. 300 ff.
- Zweifeln, Verlernen, Kritisieren, Vergemeinschaften. Strategien der Pluralisierung von Formen des Wissens in der Kunstpädagogik. In: Ulrike Hatzer et al. (Hrsg.): Künste anwenden – Grenzgänge im Bereich künstlerischer Praktiken und zeitgenössischer Vermittlungsarbeit, LIT Verlag, Münster 2023, ISBN 978-3-643-51134-8.
- BE goes digital – Studie zu Interessen und Kenntnissen digitaler Inhalte Tiroler Lehrpersonen. Studie zusammen mit Sebastian Goreth. In: BÖKWE 1_2023 (Fachblatt des Berufsverbandes Österreichischer Kunst- und WerkerzieherInnen).
- Partizipative Online-Kulturräume – TikTok, Pandemie, Gefühlsstrukturen, in: Birgit Richard, Jana Müller, Niklas von Reischach (Hrsg.): Interaktion – Emotion – Desinfektion : Kunst und Museum in Zeiten von Corona, Campus Verlag, Frankfurt 2022, ISBN 978-3-593-51520-5, S. 121 ff. (auch als Online-Ausgabe: ISBN 978-3-593-45013-1).
- Embracing Doubt. Teaching in a Post-digital Age, in: Kevin Tavin, Gila Kolb, Juuso Tervo (Hrsg.): Post-Digital, Post-Internet Art and Education: The Furure is all over, Palgrave Macmillan, Cham (Switzerland) 2021, ISBN 978-3-030-73769-6, 257 ff. (Online als PDF oder als EPUB)
- Instagram-Stories als Bildverstärker und Kommunikationsanlass, in: Peter Moormann u. a. (Hrsg.): Mikroformate. Interdisziplinäre Perspektiven auf aktuelle Phänomene in digitalen Medienkulturen, kopaed verlagsGmbH, München 2021, ISBN 978-3-96848-023-7, S. 135 ff.
- Der Zweifel als produktive Möglichkeit in der kunstpädagogischen Praxis, Institut für Kunst & Kunsttheorie der Universität zu Köln, Köln 2020, ISBN 978-3-943694-27-7 (Online).
- Male Spaces. Bildinszenierungen archaischer Männlichkeiten im Black Metal, Campus Verlag, Frankfurt am Main 2012, ISBN 978-3-593-41695-3. Druckausgabe der Dissertation vom April 2011(Online). Siehe dazu auch:
  - Interview von Dominik Irtenkauf mit Jan Grünwald über die Bildwelt eines metallischen Sub-Genres, in: POP-ZEITSCHRIFT, 12. Mai 2013 (Online)
  - #5 Prof. Dr. Jan Grünwald: Black Metal, Skating und super viele Vollbärte Jan Grünwald im Gespräch mit Freddi Gralle[14] in deren Podcast FAQ: maskulin[15], 24. Januar 2021.
  - Rolf Nohr: Krebsgang vor Berggletscher. Jan Grünwalds „Male Spaces. Bildinszenierungen archaischer Männlichkeiten im Black Metal“, Metal matters – Das Blog, 17. August 2012.
- Flickernde Jugend – Rauschende Bilder. Netzkulturen im Web 2.0 (mit B. Richard, M. Recht, N. Metz), Campus Verlag, Frankfurt am Main 2010, ISBN 978-3-593-39305-6.
- Für weitere Arbeiten siehe: Jan G. Grünwald auf Academia.edu & Jan G. Grünwald auf ResearchGate.net

### Scial-Media-Beiträge (Auswahl)
- MEDIENSUCHT? Vom ROCKSTAR zum LEHRER – Wieso, Dr. Jan G. Grünwald?. Jan Grünwald im Interview von Ivar Leon Menger, 2019.
- Interview mit Jan G. Grünwald am 18. Juni 2014 von interviewseitedrei.
- Jan Grünwald auf YouTube
- Blog von Jan G. Grünwald auf tumblr.com
- dr_j_green auf instagram

### Diskografien der Bands
Water Breaks Stone
- I Refuse To Feel The Pain (Vinyl 7″, 1995)
- Pornochrist (CD, Navigator Productions, 1997)

Coach
- Miracle & Dragstar (Vinyl 7″, Boys and Girls Records, 2000)
- Package Deal (CD & Vinyl 10″, Doghouse Records, 2000)
- EP (CD, EastWest Records, 2001)
- Kill Em All (CD, Mi Amante Records, 2004)

Art Graves

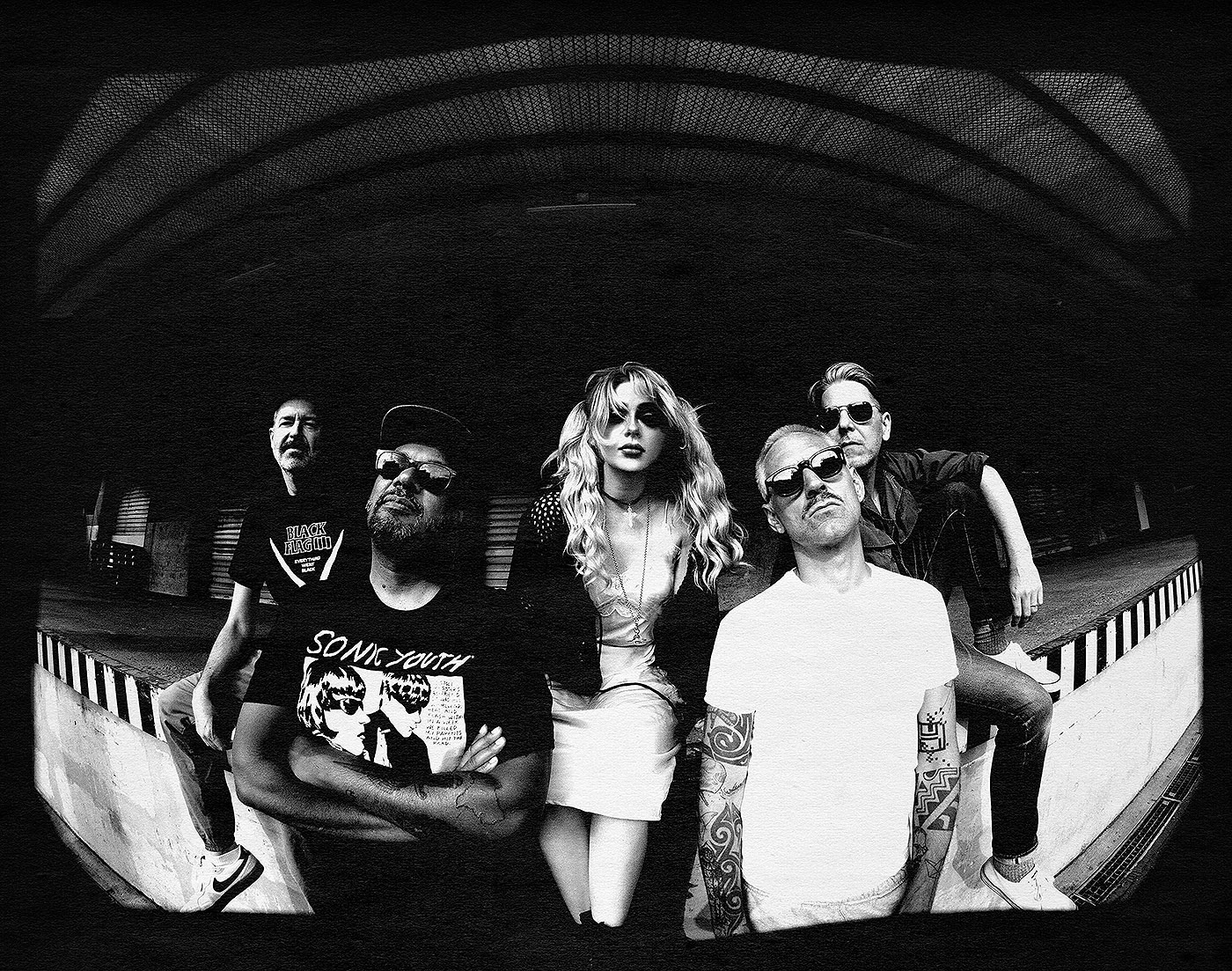
Jan G. Grünwald (vorne rechts) mit der Band The Pill – 2024

- We The Light (Digital Release, 2011)
- Bits And Pieces – Volume One (Digital Release, 2013)
- Bits And Pieces – Volume Two (Digital Release, 2018)

The Pill
- Hollywood Smile LP (Vinyl 12", Sounds of Subterrania, 2024)
- Government Whore (Vinyl 7", Sounds of Subterrania, 2024)
- Salaryman (Vinyl 7", Sounds of Subterrania, 2024)
- Hollywood Smile (Vinyl 7", Sounds of Subterrania, 2024)